# Sainte-Austreberthe (Sekwana Nadmorska)
Sainte-Austreberthe – miejscowość i gmina we Francji, w regionie Normandia, w departamencie Sekwana Nadmorska.
Według danych na rok 1990 gminę zamieszkiwało 521 osób, a gęstość zaludnienia wynosiła 85 osób/km² (wśród 1421 gmin Górnej Normandii Sainte-Austreberthe plasuje się na 440. miejscu pod względem liczby ludności, natomiast pod względem powierzchni na miejscu 601.).